# Dolina Litworowa

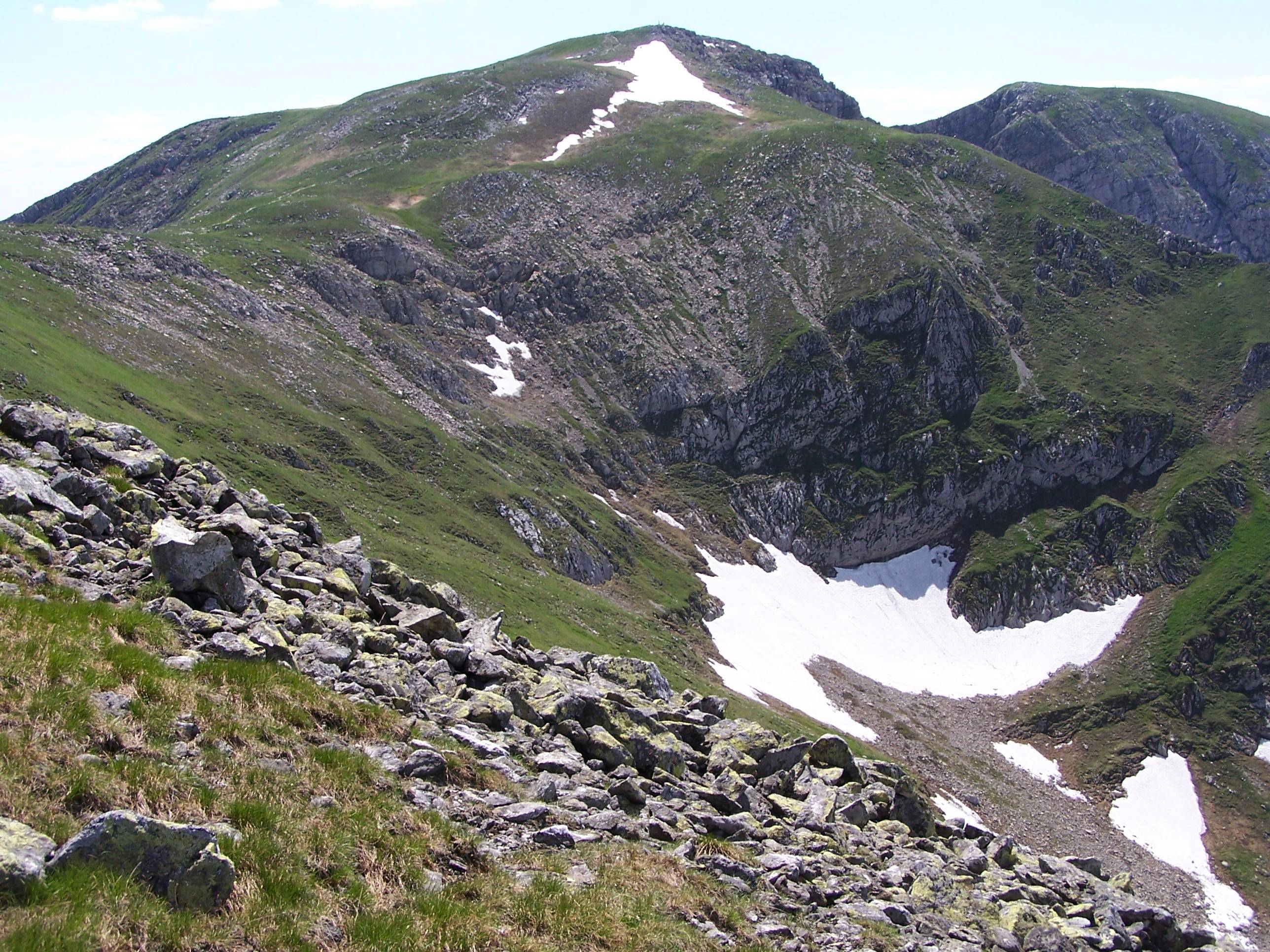
Blick vom Hauptkamm

Die eiszeitlich durch Gletscher geformte Dolina Litworowa ist ein Tal in der polnischen Westtatra in der Woiwodschaft Kleinpolen. Es befindet sich auf dem Gemeindegebiet von Kościelisko im Powiat Tatrzański.

## Geographie
Das Tal ist ein Seitental des Tals Dolina Miętusia, das wiederum ein Seitental des Haupttals Dolina Kościeliska ist, und ist von bis zu 2096 Meter hohen Bergen umgeben, u. a. der Małołączniak. Die Felswände im Tal sind aus Kalkstein.
Das Tal fällt von Süden nach Norden von ungefähr 2096 Höhenmetern herab. Die Gewässer des Tals fließen unterirdisch.
Im Tal gibt es zahlreiche Höhlen, unter anderem die Jaskinia Wielka Śnieżna, Szczelina nad Wielką Litworową, Ptasia Studnia, Jaskinia pod Wantą, Litworowa Studnia, Szczelina w Litworowej, Dziura w Litworowej, Dziura w Grzędzie I, Dziura w Grzędzie II, Wciągająca Szczelina, Jaskinia w Trawie, Jaskinia Kozia, Jaskinia Turoniowa, Jaskinia Barania, Jaskinia Wyżnia Litworowa und Jaskinia przy Ryglu.

## Flora und Fauna
Das Tal liegt oberhalb und unterhalb der Baumgrenze und wird im oberen Bereich von Bergkiefern und im unteren Bereich von Nadelwald bewachsen. Das Tal ist Rückzugsgebiet für zahlreiche Säugetiere und Vogelarten.

## Klima
Im Tal herrscht Hochgebirgsklima.

## Almwirtschaft
Vor der Errichtung des Tatra-Nationalparks im Jahr 1954 wurde das Tal für die Almwirtschaft genutzt. Danach wurden die Eigentümer der Almen enteignet bzw. zum Verkauf gezwungen. Die größte Alm im Tal war die Hala Miętusia. Im Tal befinden sich noch alte Almhütten.